# ブラインド・ピッグ・レコード
ブラインド・ピッグ・レコード（Blind Pig Records）は、1977年、アメリカ合衆国ミシガン州アンアーバーに設立されたブルース・レーベル。現在は、ウィスコンシン州ミルウォーキーを拠点としている。

## 来歴
1971年にジェリー・デル・ジュディスがトム・アイサイアとアンアーバーに開店したライヴ・ハウス、ブライド・ピッグ・カフェがレーベルの前身である。デル・ジュディスは1977年、エドワード・クメリュウスキーと共同で、アンアーバーの小さな地下室にブラインド・ピッグ・レコードを設立。当時ブラインド・ピッグ・カフェでプレイしていたアーティストたちがこのレーベルから作品をリリースした。
その後レーベルは38年間に渡りデル・ジュディスとクメリュウスキーの経営の下で拡大。シカゴに拠点を移し、サンフランシスコにも事務所を構えたが、2015年、彼らはレーベルをソニー・ミュージックエンタテインメント傘下のThe Orchardに売却して経営から退き、事務所を閉鎖した。その後新経営の下で、2017年にはレーベル40周年を記念するコンピレーション・アルバム『Blind Pig Records 40th Anniversary Collection』などいくつかのリリースはあったものの、基本的にレーベルは休眠状態となった。
2024年、レーベルはThe Orchardの経営下で再開を発表。新たに運営を担当することになったのはウィスコンシン州ミルウォーキーを拠点とするジェフ・シュロードルで、彼は音楽出版大手のハル・レナード・コーポレーションで経営幹部を務めたのを始め、ギタリストとしても活動した経験を持つ。彼が参加するオルタード・ファイヴ・ブルース・バンドは、2021年までにブラインド・ピッグから3枚のアルバムをリリースしている。
レーベルは、再開の第一弾として同年、ニューオーリンズ出身のアーティスト、サニー・ガラージのアルバム『Go Be Free』をリリースした。

## アーティスト
- アーサー・アダムス
- ジェイムズ・コットン
- エルヴィン・ビショップ
- デビー・デイヴィーズ
- トミー・カストロ
- デボラ・コールマン
- エディ・クリアウォーター
- キャリー・ベル
- ジョン・ムーニー
- ココ・モントーヤ
- オーティス・クレイ
- スヌーキー・プライアー
- マジック・スリム
- チャーリー・マッスルホワイト
- ルーサー・アリソン